# 博韦的樊尚

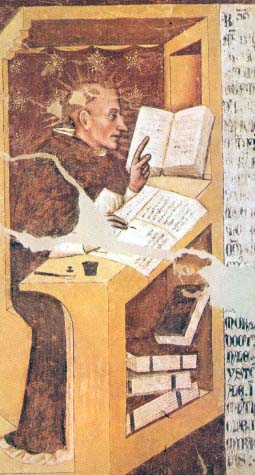
樊尚画像

博韦的樊尚（法語：Vincent de Beauvais，1190年—1264年）是中世纪时期法国的一位百科全书编纂者，编著了中世纪时期最大的一部百科全书《大寶鑑》。他是多明我会的修道士，后升为修道院的读经人，也是一位博学多识的学者。